# Chris Chameleon

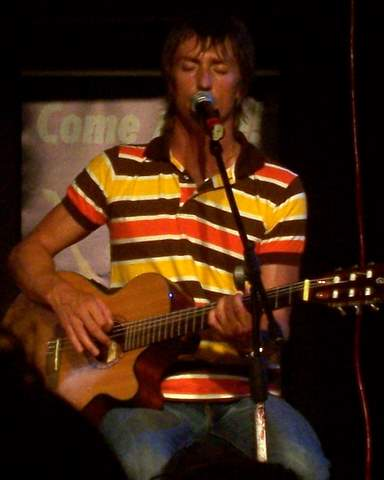
Chris Chameleon tijdens een optreden.

Chris Chameleon, pseudoniem van Chris Mulder (Johannesburg, 28 juli 1971) is een Zuid-Afrikaanse zanger en bassist. Hij zingt zijn liedjes voornamelijk in het Afrikaans. In Nederland brengt hij zijn albums uit bij het label Excelsior Recordings.

## Biografie
Chameleon begon in de jaren negentig zijn muziekcarrière als onderdeel van de formatie Blue Chameleon. Vanaf 1997 was Chameleon frontman van de Zuid-Afrikaanse punkband Boo! dat in totaal achthonderd keer optrad in zeventien verschillende landen.
In 2005 brengt Chameleon zijn eerste soloplaat uit, Ek Herhaal Jou. Hierin zingt hij liedjes, begeleid met gitaar (singer-songwriter). De liedjes zijn gebaseerd op gedichten van de door zelfmoord overleden dichteres Ingrid Jonker. De plaat bereikte de gouden status in Zuid-Afrika in juli 2006 en de platina status in december 2007. In 2011 verscheen een tweede cd met door Chameleon op muziek gezette gedichten van Ingrid Jonker, As Jy Weer Skryf.
In 2006 bracht Chameleon een Engelstalig solo-rock album uit; Shine, en een Afrikaanstalig album; 7de Hemel. Dit tweede album bereikte na twee maanden de platina status.
In 2007 bracht Chameleon zijn derde Afrikaanse album uit, Ek vir jou. In oktober van dat jaar bracht hij een live-dvd uit: Flight of an Extraordinary Alien. In 2009 verscheen een registratie van zijn concert op het Eindhovense Folkwoods Festival van augustus 2007 op cd. In 2011 was Chameleon samen met de Zuid-Afrikaanse Gert Vlok Nel en Amanda Strydom een van de hoofdacts op het "Festival voor het Afrikaans" (Tropentheater Amsterdam).
Een bijzondere productie was Droomland. Niet alleen een cd maar ook een dvd werd uitgebracht als resultaat van zijn samenwerking met het Drakensberg Boys' Choir. Het optreden en de opname gebeurde in de Sudwala Grotten in Nelspruit op 29 juni 2012. Het was een droom die werkelijkheid werd. Op het inlegvel van de dvd schrijft hij: "ek wou al in die drakensberg seunskoor sing vanaf die eerste keer toe ek as 7-jarige tjokkertjie hul 1978-album met die misa criolla en ander vreugdevolle klanke op gehoor het". Dat die Misa Criolla de dvd Droomland opent, is dan geen echte verrassing.

## Discografie
- Ek Herhaal Jou (2005)
- 7de Hemel (2006)
- Shine (2006; Engelstalig album)

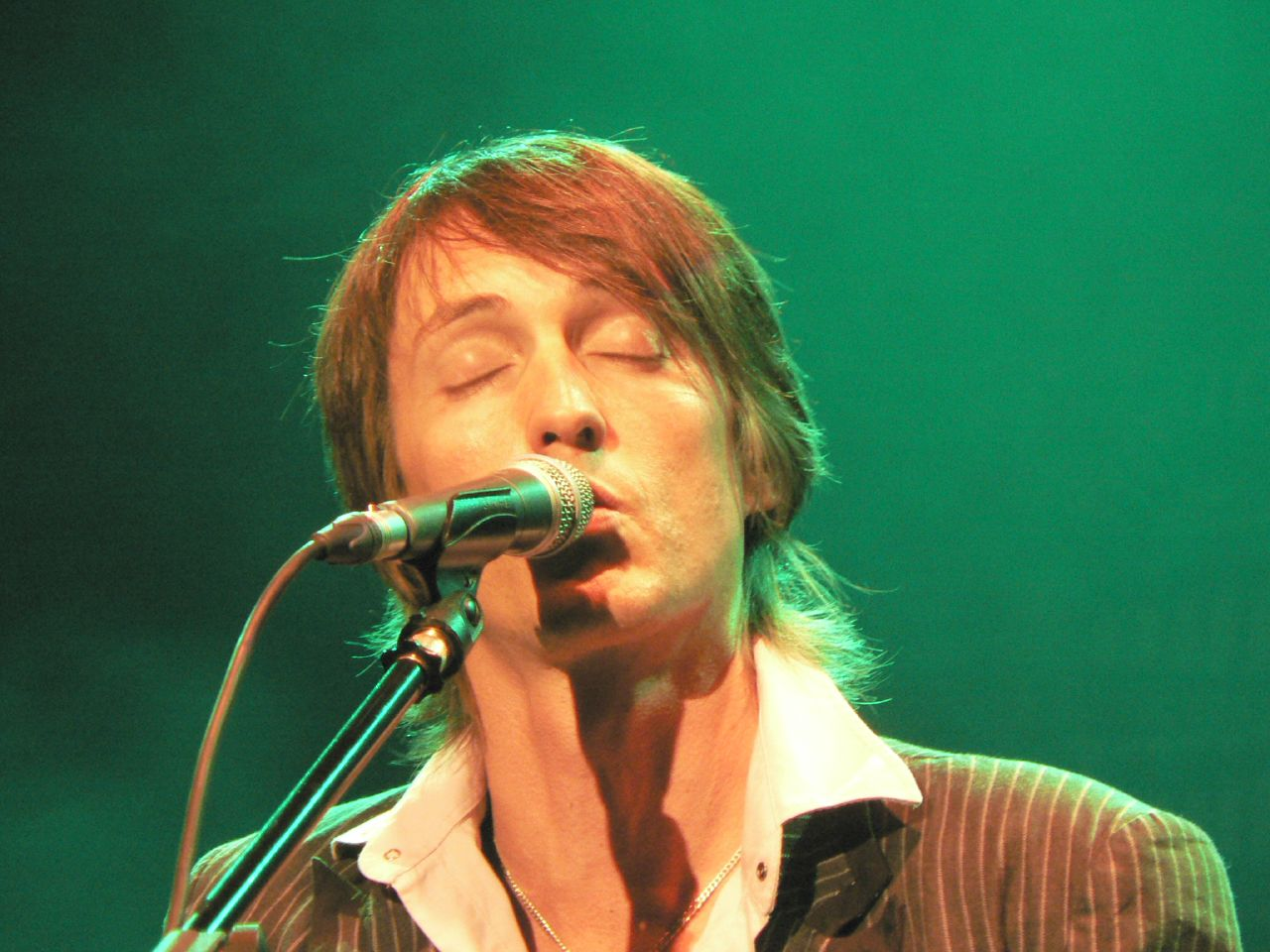

- Ek vir jou (2007; in Nederland uitgegeven door Excelsior Recordings)
- Klassieke Chameleon (2008)
- Made Available (2008; Engelstalig album)
- Kyk Hoe Lyk Ons Nou (2009)
- Live At The Folkwoods Festival (2009)
- As Jy Weer Skryf (2011)
- Droomland (2012)
- Herleef - Psalms en Gesange (2013)
- Posduif (2014)
- Firmament (2016)
- Jy en Ek en Ek en jy (2017)

## Trivia
- In 2004 raakt Chameleon zwaargewond tijdens een vechtpartij met twee inbrekers in zijn huis in Zuid-Afrika. De inbrekers staken hem meerdere malen in zijn rug, armen en benen en probeerden zijn tong af te snijden. De Europese tour met zijn toenmalige band Boo! die ten tijde van het gevecht bezig was ging wel gewoon door.
- Chameleon treedt in Nederland regelmatig samen op met Spinvis.
- Chameleon treedt, naast Afrikaanse landen, vooral op in de Benelux.
- In 2009 zingt Chameleon prominent mee in het nummer Staan my by van het Radio Kalahari Orkes